# Via dei Crociferi
La via dei Crociferi a Catania è una monumentale direttrice stradale realizzata nel XVIII secolo. Essa ha inizio in piazza San Francesco d’Assisi e vi si accede passando sotto l'arco di San Benedetto.

## Descrizione
La strada, contornata da chiese, monasteri e poche abitazioni civili, è un esempio di unità dell'architettura barocca. Nel breve spazio di circa 410 metri sono presenti ben quattro chiese.
La prima, immettendosi su via Crociferi verso nord, dalla piazza san Francesco d'Assisi, è la chiesa di San Benedetto, posta sul lato ovest e collegata al convento delle suore benedettine dall'arco omonimo, che sovrappassa la via e collega la Badia grande alla Badia piccola. Ad essa si accede a mezzo di una scalinata ed è contornata da una cancellata in ferro battuto.
Proseguendo, sempre sul lato ovest, si incontra la chiesa di San Francesco Borgia, alla quale si accede tramite due scaloni. San Francesco Borgia e San Benedetto sono separate da una piccola via (via san Benedetto), che conduce al Palazzo Asmundo Francica-Nava, aggettante su piazza Asmundo. A seguire, ancora sul lato ovest, si incontra il collegio dei Gesuiti, vecchia sede dell'Istituto d'Arte, con all'interno un bel chiostro con portici su colonne ed arcate.
Di fronte al collegio è ubicata la chiesa di San Giuliano, considerata uno dei migliori esempi di barocco catanese. L'edificio, attribuito all'architetto Giovan Battista Vaccarini, ha un prospetto convesso e  linee pulite ed eleganti. Proseguendo ed oltrepassando la via Antonino Di Sangiuliano, vi è il convento dei Crociferi e quindi la chiesa di San Camillo.
In fondo alla via è ubicata Villa Cerami, sede della Facoltà di Giurisprudenza dell'Università di Catania.

## Galleria d'immagini

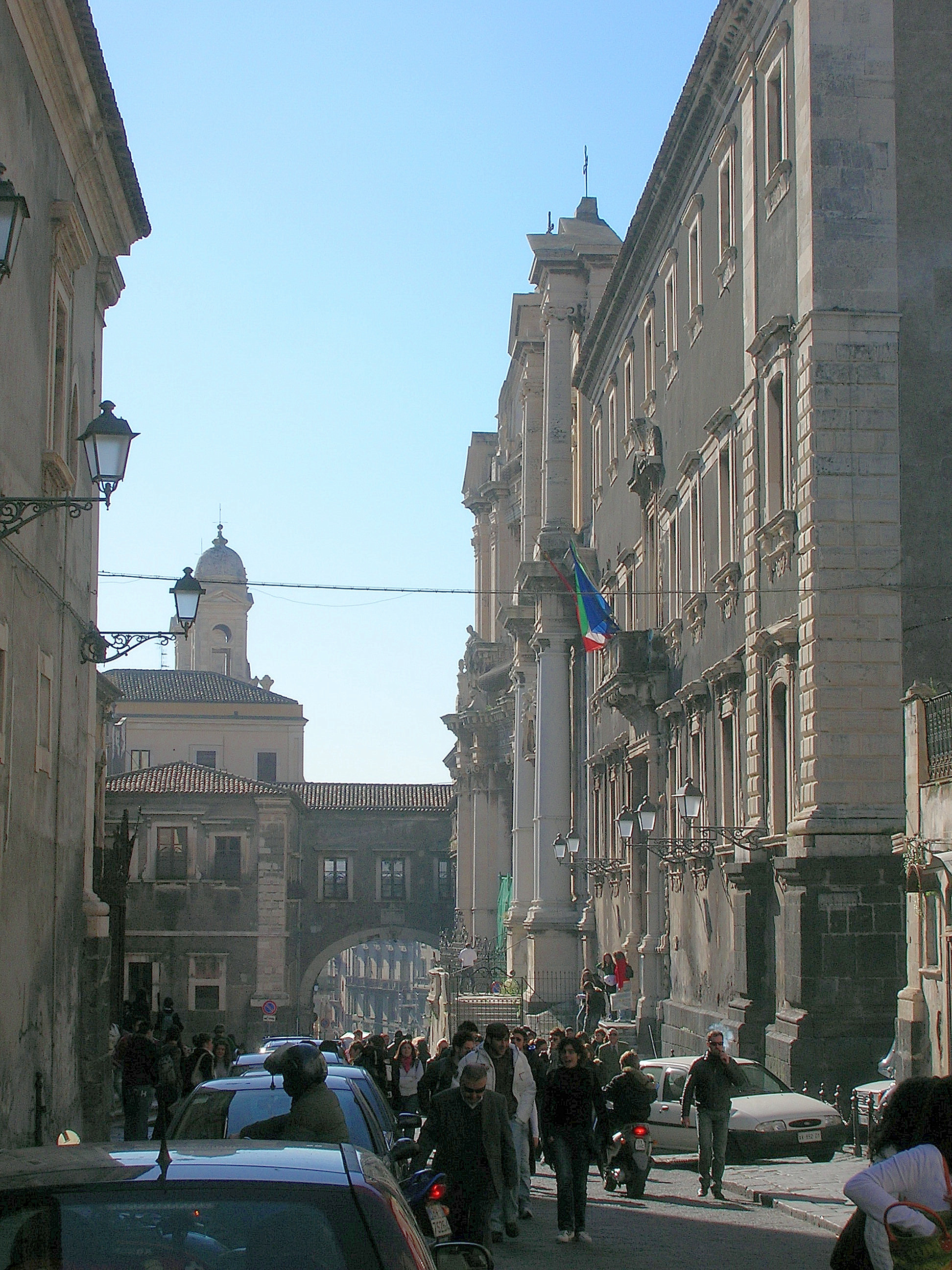
La via dei Crociferi vista da nord
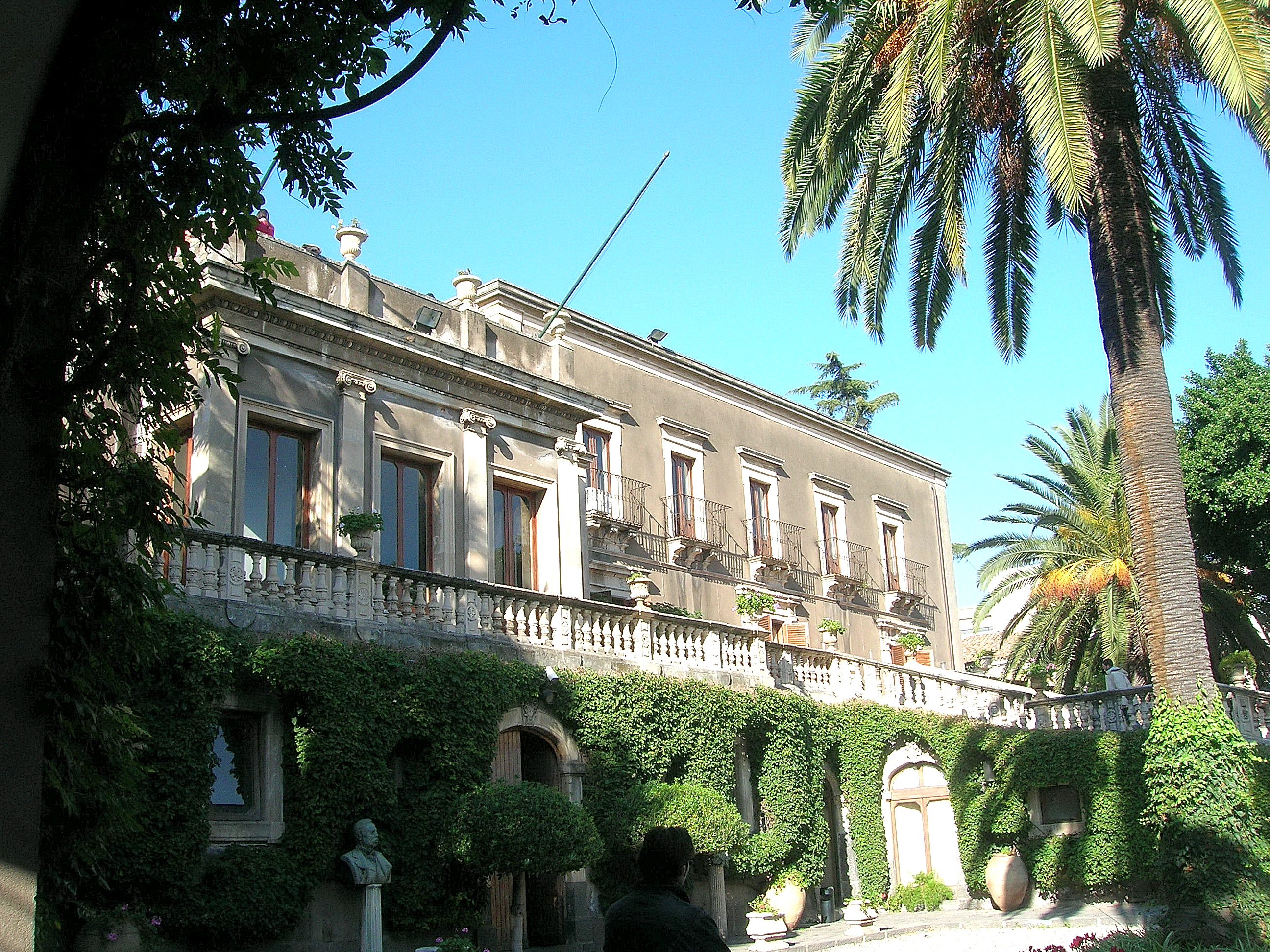
La villa Cerami
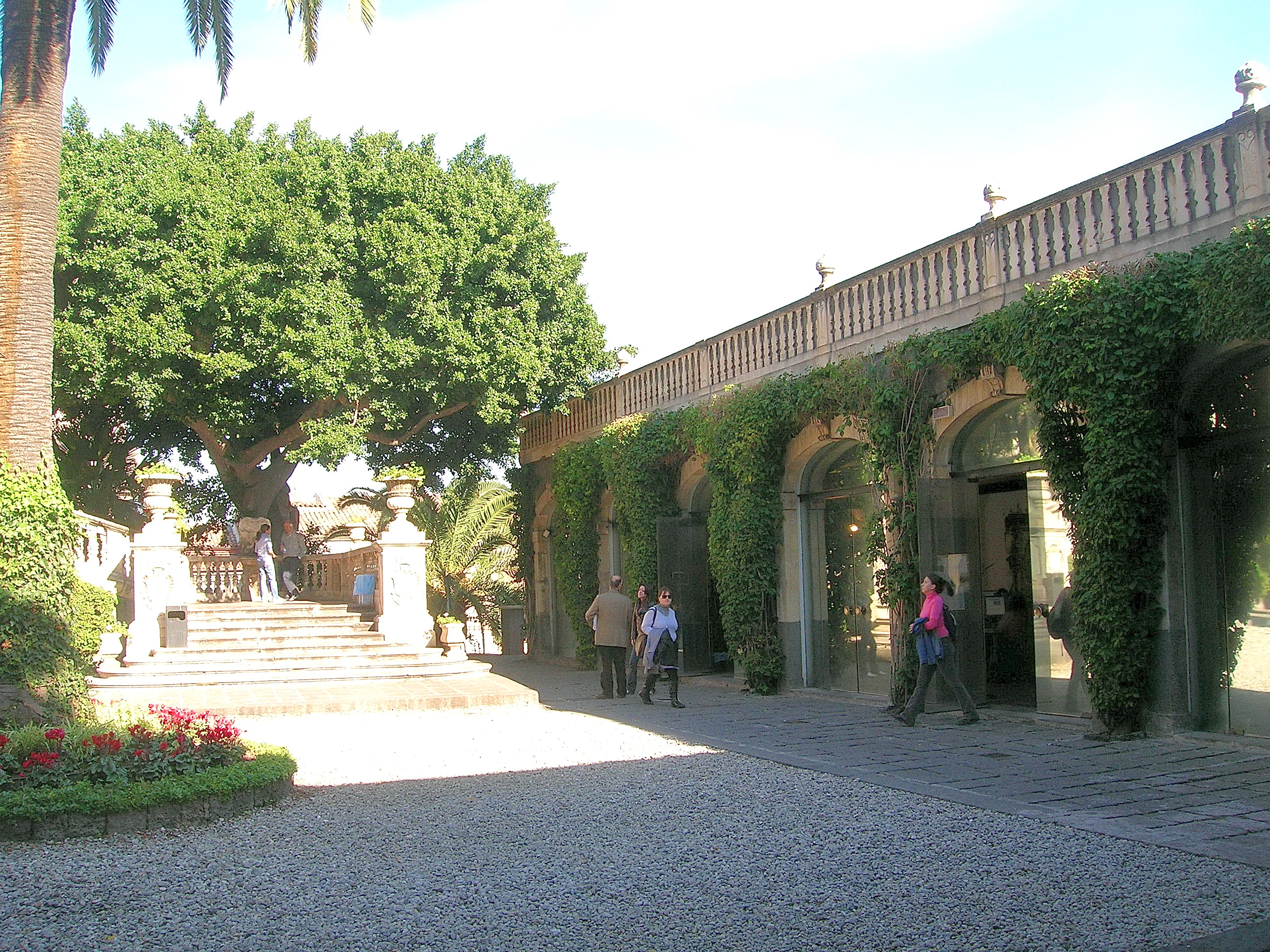
Giardino della villa Cerami
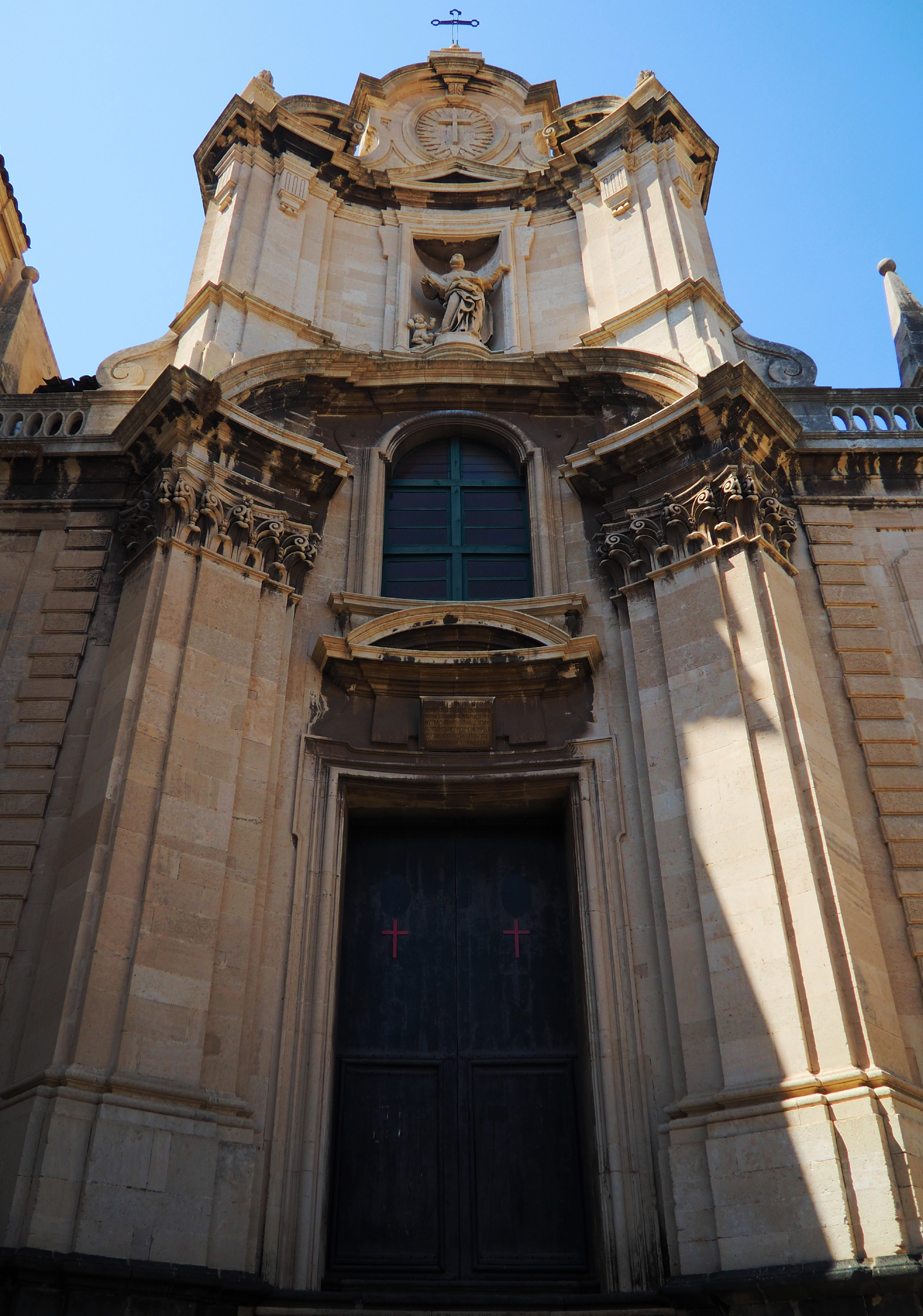
La chiesa di San Camillo de Lellis
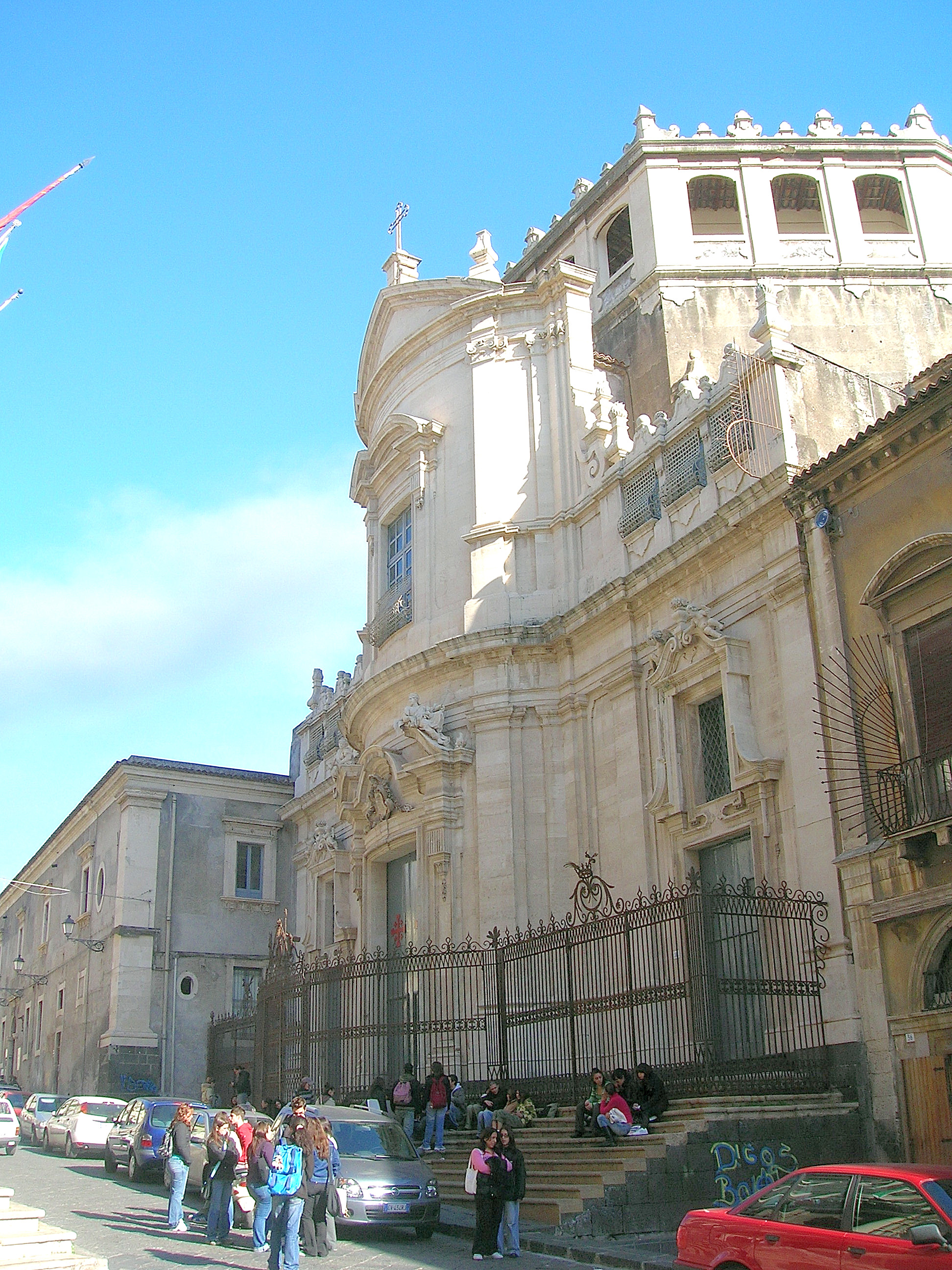
La chiesa di San Giuliano
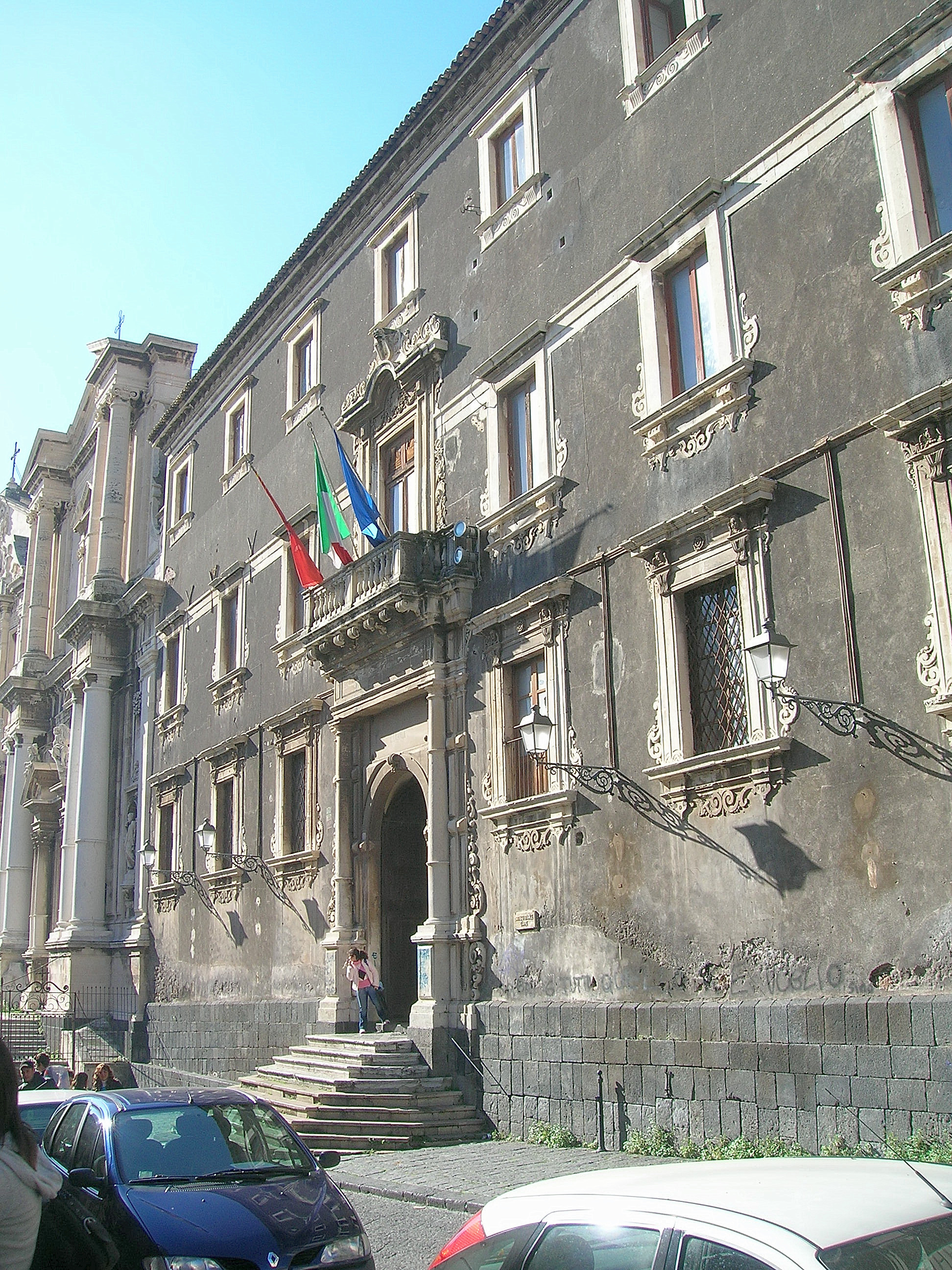
Facciata del Collegio dei Gesuiti
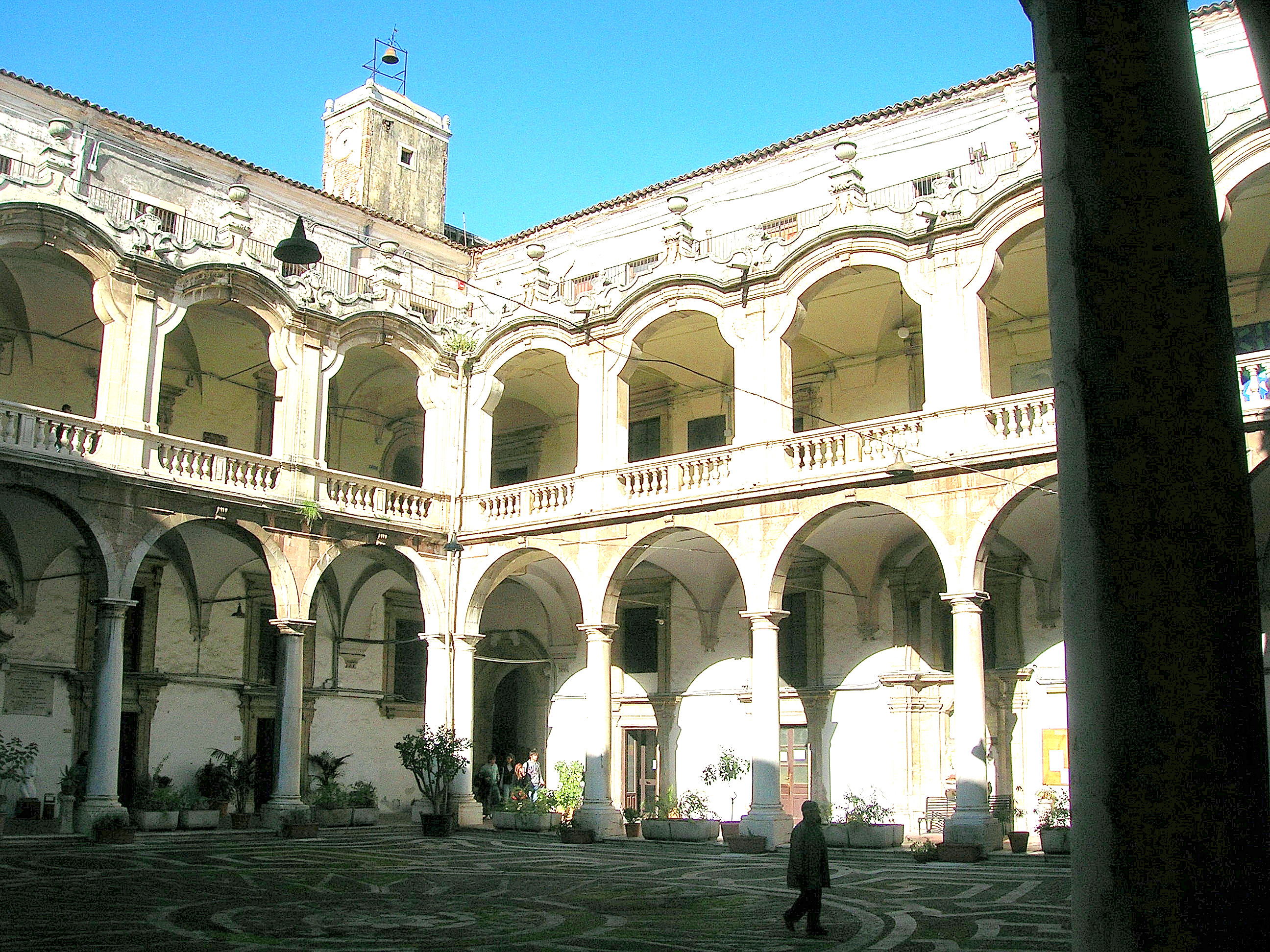
Il chiostro del Collegio dei Gesuiti
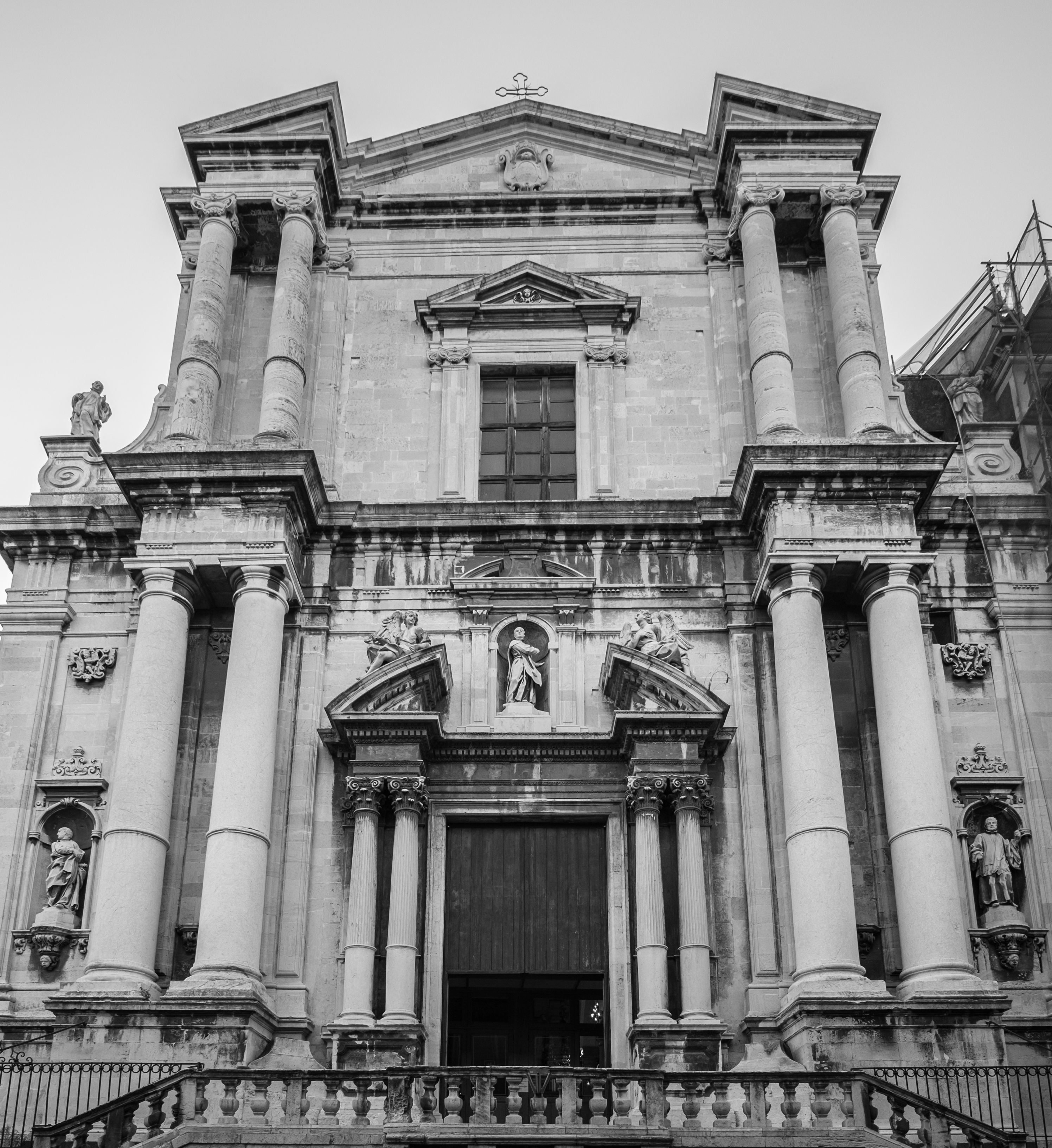
La chiesa di San Francesco Borgia
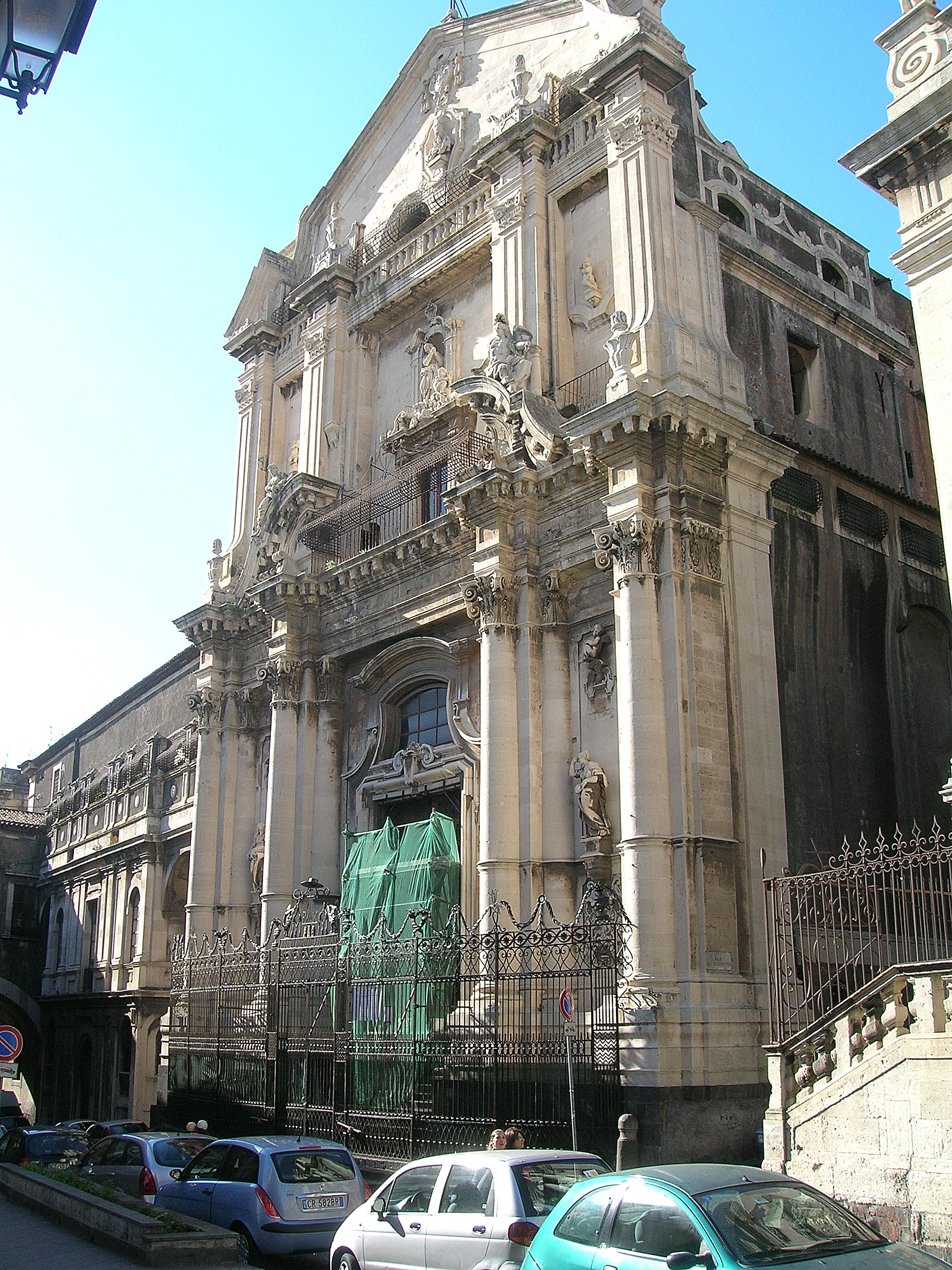
La chiesa di San Benedetto
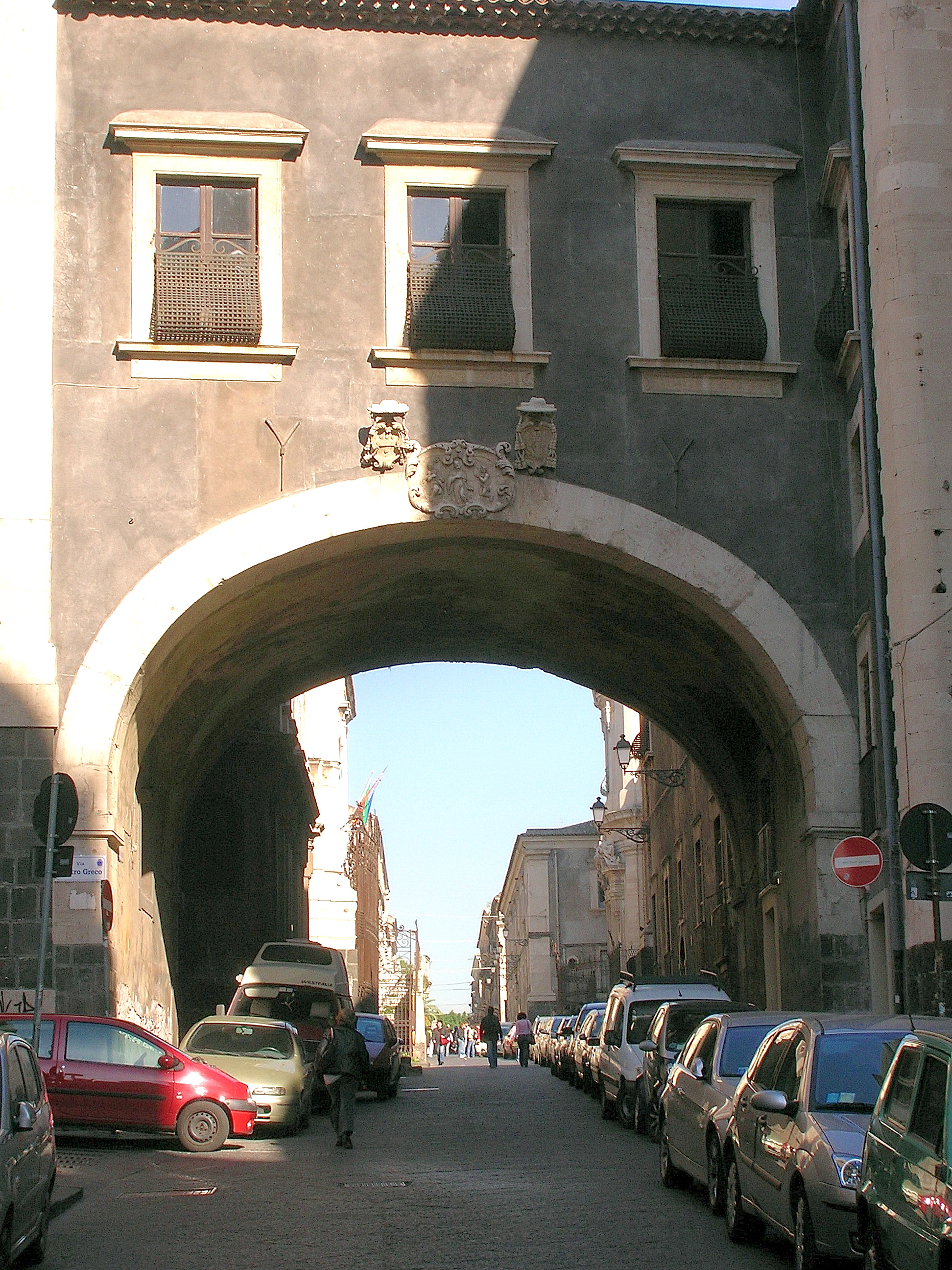
L'arco di San Benedetto
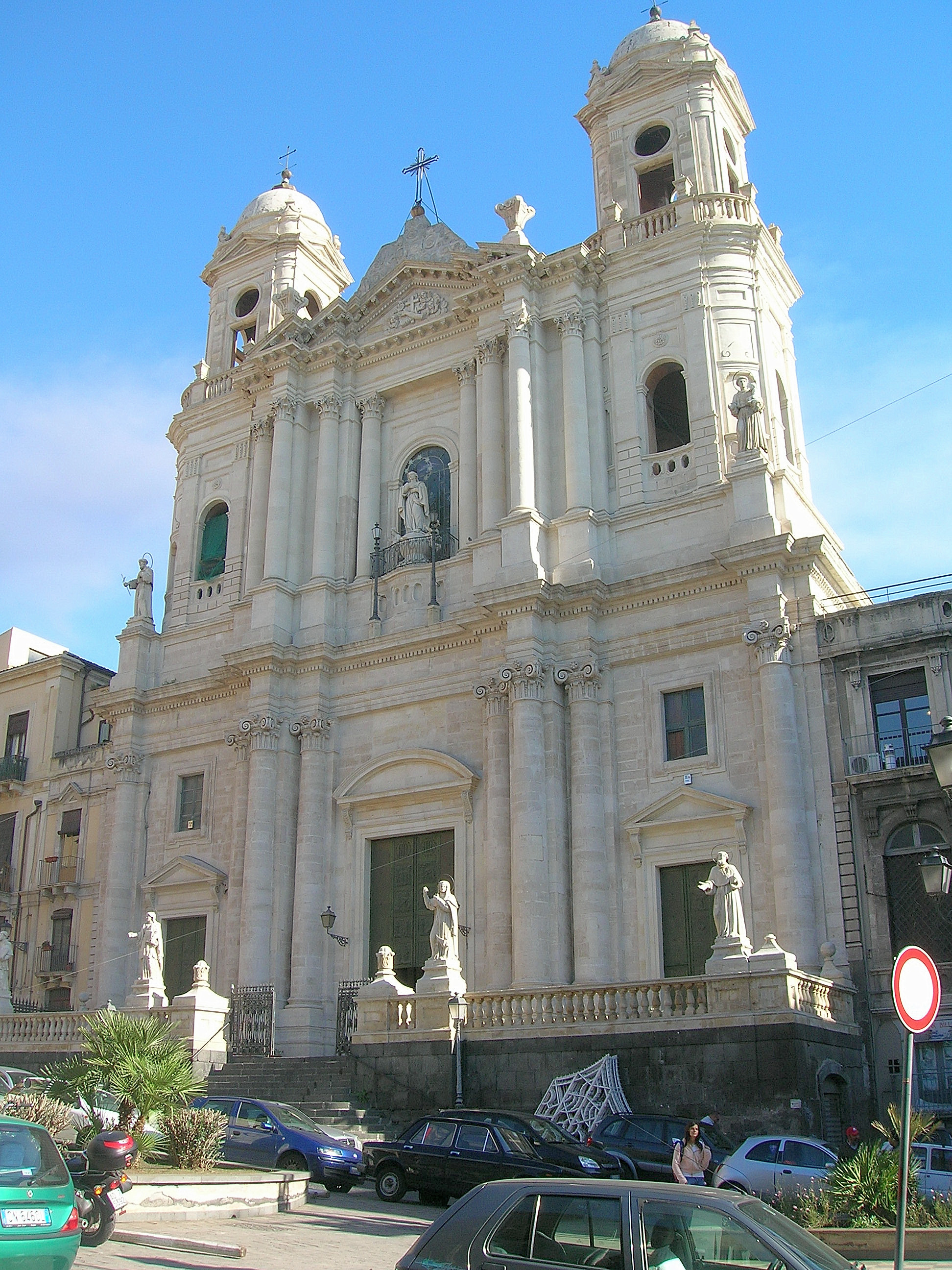
La chiesa di San Francesco d'Assisi all'Immacolata, che prospetta sull'omonima piazza
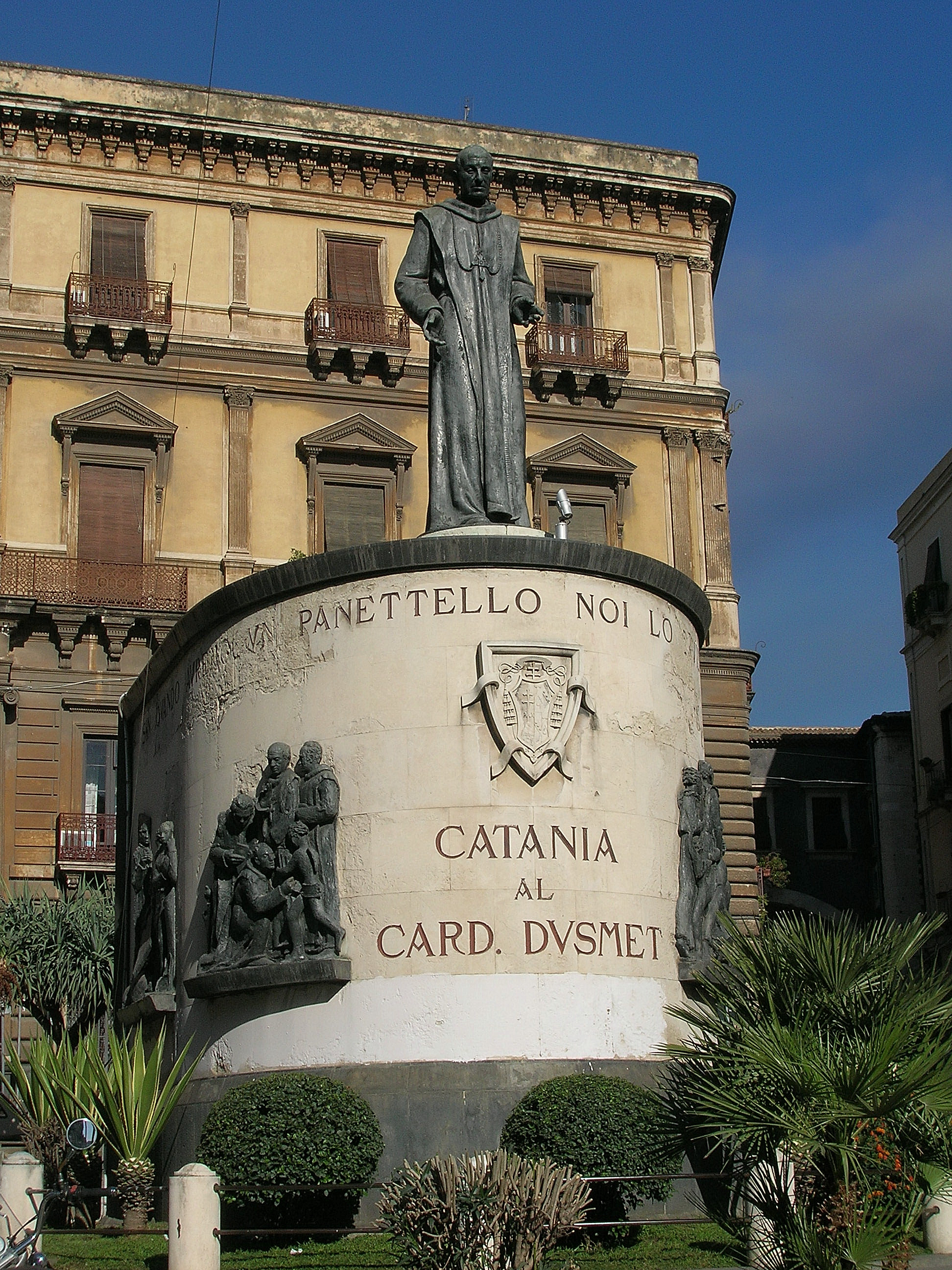
Il monumento al Cardinale Dusmet, in piazza San Francesco d'Assisi